# MindGamers
MindGamers ist eine österreichische Produktion aus dem Jahr 2015. Die Premiere des unter der Regie von Andrew Goth entstandenen Spielfilms erfolgte am 4. Oktober 2015 unter dem Titel DxM (Deus ex machina) am Grimmfest (UK). Der Kinostart erfolgte in den USA am 28. März 2017, in Deutschland startete der Film am 6. April, in Österreich am 7. April 2017.

## Handlung
Einer Gruppe junger und genialer Studenten gelingt an der DxM Academy, einer Elite-Universität, ein großer wissenschaftlicher Durchbruch: Sie entdecken, dass mit Hilfe der Quantentheorie motorische und intellektuelle Fähigkeiten von einem Gehirn zum anderen übertragen werden können und bauen ein neuronales Netz, in dem mehrere Gehirne kabellos miteinander verbunden sind. Als Server fungiert ein Quantencomputer. In der Annahme, dass diese Technologie zu einer weltweiten intellektuellen Gleichberechtigung und Freiheit führen könnte, stellen sie ihr Wissen und ihre Entdeckung der Allgemeinheit zur Verfügung.
Teamleiter Jaxon zieht bald die Aufmerksamkeit des Wissenschaftlers Kreutz auf sich. Kreutz erkennt, dass Jaxon, wie er auch früher selbst, seinen Erfolg kompromisslos über alles andere stellt und auch bereit ist dafür erhebliche Opfer in Kauf zu nehmen. Nachdem mit der psychisch instabilen Agnes ein Mitglied aus Jaxons Forschungsgruppe Selbstmord begeht, nimmt Stella deren Platz ein. Stella verbindet mit Kreutz ein dunkles Geheimnis aus der Vergangenheit. Sie bringt Jaxon dazu, alles, woran er bis dahin glaubte, in Frage zu stellen. Die neue Technologie erscheint nicht mehr als Hoffnung, sondern als Gefahr für die Menschheit, nachdem finstere Mächte beginnen, diese zu missbrauchen, um Menschenmassen zu kontrollieren und ihnen ihren Willen aufzuzwingen.

## Produktion und Hintergrund

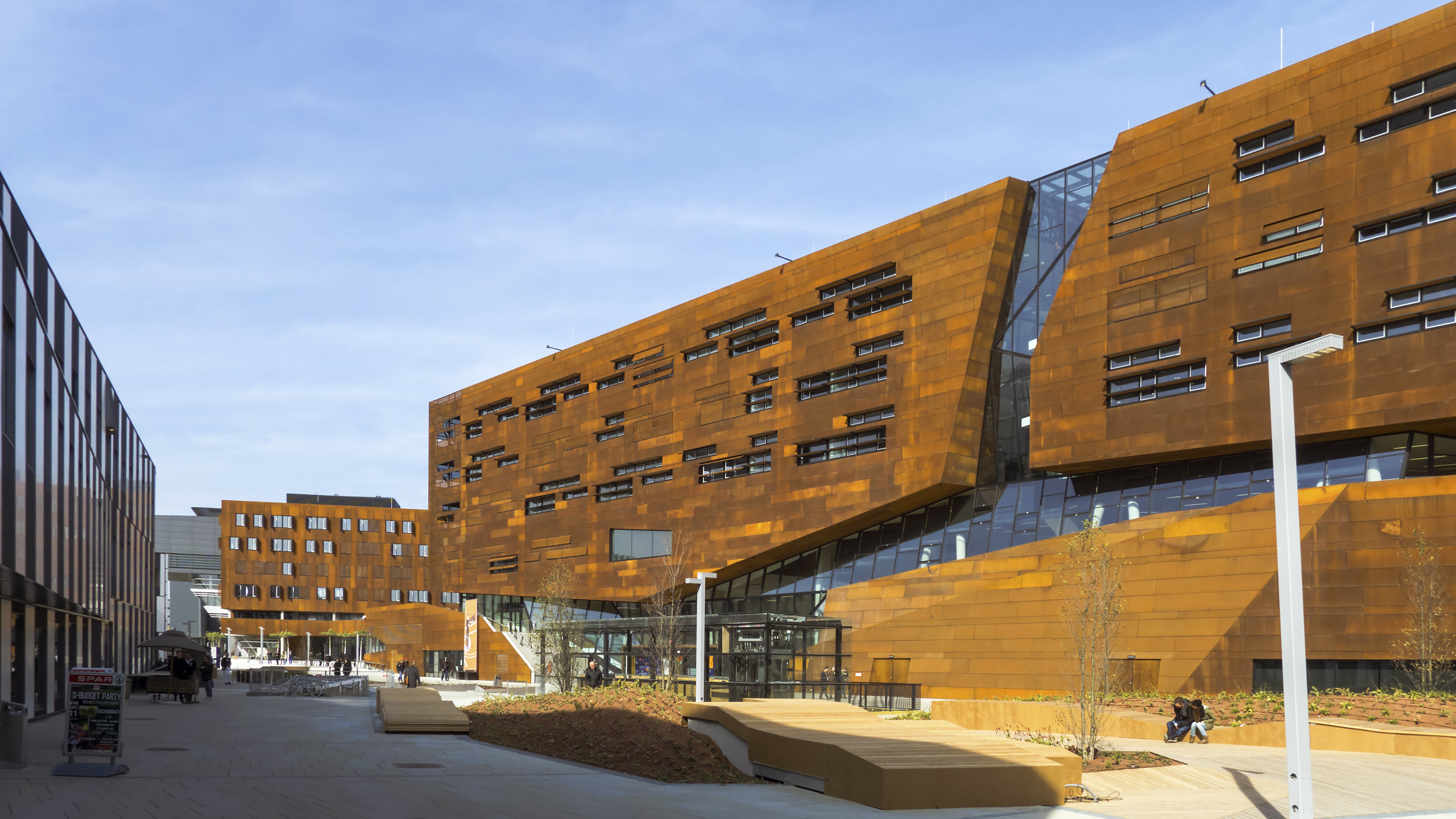
Campus WU, Drehort für die DxM Academy

Die Dreharbeiten fanden von Juni bis August 2014 in Bukarest und Wien statt, als Drehort diente unter anderem der Campus WU der Wirtschaftsuniversität Wien. Unterstützt wurde der Film vom Österreichischen Filminstitut. Produziert wurde der Film von der Terra Mater Film Studios GmbH, einem Tochterunternehmen der Red Bull GmbH. Für den Ton zeichnete Marius Stanescu verantwortlich, für das Kostümbild Max Wohlkönig und für das Szenenbild Caroline Story. Als wissenschaftliche Berater fungierten Mitglieder aus dem Team des Quantenphysikers Anton Zeilinger. Der Titelsongs I heard it through the Grapevine wurde von The Wanton Bishops interpretiert.
Vor dem Kinostart veranstaltete Red Bull unter dem Titel „Mission: Unlock Enoch World Finals“ von 23. bis 25. März 2017 in Budapest die erste Weltmeisterschaft für Denksport-Profis, wo die besten „Mind Gamer“ und „Escape Room“-Bezwinger ermittelt werden sollten. Die Aufgaben wurden vom Game Lab des MIT und der Technischen Universität Wien entwickelt. An dem Auswahlverfahren für die Weltmeisterschaft nahmen insgesamt mehr als 9.000 Personen teil, an der Weltmeisterschaft nahmen Teams aus 22 Ländern sowie zwei Wildcard-Teams teil. Auf einer Fläche von 500 Quadratmetern wurden mehrere Escape Rooms aufgebaut, in denen die Teams eingeschlossen wurden und innerhalb einer vorgegebenen Zeit entkommen mussten, indem sie darin vorhandenen Elemente nutzten und eine Reihe von Aufgaben und Rätseln lösten.
Die US-Filmpremiere war mit einem wissenschaftlichen Live-Experiment verbunden. Dabei wurde bei rund 1000 Zusehern in New York City und Los Angeles die Aktivität des Gehirns mittels Elektroenzephalografie gemessen, anschließend wurden eine Live-Analyse der gesammelten Daten vorgenommen. Daran beteiligt war unter anderem Mikey Siegel von der Stanford University.

## Rezeption
Das Kinomagazin Skip schrieb: „Trotz des hollywoodreifen Looks ist MindGamers eine österreichische Produktion […]. Und so gibt’s auch jede Menge Heimatbezug: In einer tragenden Nebenrolle als ehrgeizige Professorin Da’Silva ist Ursula Strauss zu sehen. Und Wienkundige werden die DxM Academy […] wiedererkennen: Als Drehort diente der neue WU-Campus, der sich als Zukunfts-Schauplatz wirklich hervorragend eignet.“
Das Hamburger Abendblatt schrieb, dass die prominent besetzte Produktion kaum überzeugen würde. Die Szenen würden nur wie Zitate aus Illuminati oder Matrix wirken, die „verschwurbelt-bedeutungsvollen Dialoge“ würden noch weniger überzeugen, die Handlung oft „wirr und öde“ erscheinen. Filmstarts bezeichnete den Film als eine „verkopfte und kopflose Science-Fiction-Vision“ und ein „krudes und zunehmend beliebig wirkendes Mischmasch aus wildwuchernden Wissenschaftsmotiven, religiösem Geraune und düster-kühler Neo-Goth-Ästhetik“. Die Prämisse wäre ganz vielversprechend, allerdings würden alle spannenden Aspekte des Films bald unter unnötigen Komplikationen begraben werden und schließlich komplett in Beliebigkeit versinken. Ähnlich urteilte derStandard.at, der den Film als „wirres Konglomerat aus Ideen, die es nicht zu einem sinnvollen Drehbuch geschafft haben“ mit Dan-Brown-Versatzstücken bezeichnete: „Dass die Produktion eine Geschichte erzählen will, kann man bestenfalls nur ahnen.“ Die Tageszeitung Kurier meinte, dass das Beste an dem Film der Abspann sei und urteilte: „Ein rätselhafter, langweiliger, wirr erzählter, absurder und phasenweise unfreiwillig komischer Film.“

## Auszeichnungen und Nominierungen
- 2018: Österreichischer Filmpreis 2018 – Nominierung in den Kategorien Beste Musik und Beste Tongestaltung (Originalton: Marius Emil Stanescu, Sounddesign: Bernd Dormayer, Mischung: Marco Zinz, Alexander Koller, Michael Plöderl)[15]